# Hồng Thành
Hồng Thành là một xã thuộc huyện Yên Thành, tỉnh Nghệ An.

## Địa giới - Hành chính
Xã được tách ra từ xã Phú Thành theo Nghị định ngày 28 tháng 6 năm 1994 của Chính phủ.
Toàn địa giới hành chính xã có diện tích tự nhiên 505,25 ha; Đông giáp xã Diễn Liên (huyện Diễn Châu); Tây giáp xã Mã Thành, Lăng Thành; Nam giáp xã Phú Thành; Bắc giáp xã Thọ Thành.
Trước đây dân cư xã sinh sống tập trung tại các làng Lạc Thiện, Làng Đông, Xuân Đào, Đông Ngô, Quần Nến; nay được phân thành các xóm Nam Xuân, Đông Xuân, Thiện Tiến, Thiện Lợi, Phú Đa, Đa Cảnh, Triều Cảnh, Tây Xuân, Bắc Xuân, Tân Xuân, Xuân Yên, Đông Ngô, Xuân An.

## Di tích - Danh thắng
- Làng Lạc Thiện: Làng Lạc Thiện là một làng thuộc xã Hồng Thành, huyện Yên Thành, Nghệ An.
- Đình Trung được xây dựng vào năm Kỷ Hợi, niên hiệu Hồng Đức thứ 10 đời Lê Thánh Tông. Vào thời kỳ cải cách ruộng đất thực hiện chủ trương phá chùa, đình coi đó là tàn dư của chế độ phong kiến và địa chủ, một số đình, đền của xã bị phá bỏ trong đó có đình Trung, năm 2005 được khôi phục lại. Hiện nay, đình Trung là nơi nhân dân thờ cúng vào các dịp lễ, tết và còn là địa điểm họp văn hóa của làng lạc thiện.
- Đền Đức Mẹ tương truyền rằng ở bên Đông Thành, phủ Diễn Châu (nay là Thanh Đà, xã Mã Thành, huyện Yên Thành)có một đôi vợ chồng hiếm con, trong lúc ngủ người vợ mộng rằng phía đằng đông (làng Lạc Thiện) xuất hiện một tiên nữ ngự trên đỉnh núi, bà ta quỳ lạy, khẩn cầu và mấy tháng sau bà ta có mang và sinh ra một cậu bé nhìn mặt thật khôi ngô tuấn tú, người con đó là trạng nguyên Bạch Liên. Đền Đức Mẹ không phải do tự xây mà có mà là do bà Tiên được phân công cai quản vùng đó hóa phép mà nên. Đền Đức Mẹ ngự trên đỉnh núi, phong cảnh tuyệt đẹp,. Đây còn là địa điểm mà Đốc học Mã sơn Trân Đình Phong ở xóm Lụy xã Mã Thành truyền đạt kinh thư cho những học trò của mình như Trần Quý cáp, Huỳnh Thúc Kháng, Phan Chu Trinh..(Đền Đức mẹ đã bị Thực Dân pháp phá, nay không còn vết tích).
- Đình Thiện được xây dựng vào triều Tây Sơn, đình Thiện là nơi dân làng tế lễ, cầu cho mưa thuận gió hòa, và nơi chữa bệnh, họp hành của các bậc tiên chỉ trong làng. (Đình Thiện cũng bị thực dân Pháp phá nay không còn vết tích)
- Rú Rạy là một kiệt tác của tạo hóa ban cho làng Lạc Thiện, Rú Rạy nằm ở phía bắc của làng Lạc Thiện, cây cối tốt um tùm, có đủ các loại động vật quý hiếm, theo người xưa kể lại, ngày trước trong Rú có ông Răng Sắt (ông Khái) trong một lần du ngoạn ngắm cảnh từ mé Tây rú Gám xuống mé Bắc ông Khái đã lạc vào Rú Rạy, ông khái thấy cảnh đẹp quá bèn thỏa thuận với tiên chỉ trong làng xin được ở lại và sẽ có trách nhiệm bảo vệ làng lạc Thiện, từ ngày có ông Răng Sắt về làng Lạc Thiện yên ổn sản xuất, không bị mất cắp trâu bò nữa. Tin đòn gần xa người ta cho rằng ông Răng Sắt là người phục vụ của quan thế âm bồ tát đang ngự tại Đền Đức Mẹ, và đến theo lời bảo của Đức Mẹ để bảo vệ nhân dân vùng này. Tuy nhiên, do đền Đức Mẹ bị những kẻ phá hoại tàn phá,cùng với những chính sách thái quá về việc bài trừ mê tín của chính quyền. Cây cối, chim muông cũng rời xa nơi này, vẻ đẹp thơ mộng không còn nữa sự có mặt của ông Răng Sắt trở nên lạc lõng. Ông Răng Sắt cảm thấy cuộc sống ở đây vô vị nên ông xin Quan Thế Âm Bồ Tát trở về Miền Tây Phương bảo vệ Bồ Tát, ngày nay rú Rạy chỉ còn lại 1/9 và trở nên hoang tàn.
- Đình Xuân Đào (xã Hồng Thành, Yên Thành, Nghệ An) được UBND tỉnh Nghệ An công nhận Di tích lịch sử cấp tỉnh (Theo Quyết định số: 6946/QĐ-UBND, ngày 11/12/2014, nhằm ngày 20, tháng Chạp năm Giáp Ngọ) Đình Xuân Đào là một công trình kiến trúc cổ kính, được nhân dân xây dựng cách đây hơn 200 năm để thờ Huệ Hoa công Chúa, Quế Hoa Công chúa và các vị Thành Hoàng Làng. Tiêu biểu như ngài Vương Chính Pháp, ngài Hà Phúc Đức, ngài Đặng Phúc Toán. Đây là 3 vị thần tổ của 3 dòng họ lớn định cư đầu tiên tại vùng này. Các ngài là những người có công khai canh, khai khẩn ra vùng đất làng Xuân Đào ngày nay. Sau khi  các ngài qua đời, để tưởng nhớ công lao, triều đình nhà Nguyễn đã sắc phong 3 ông làm Thành Hoàng của làng và giao cho nhân dân làng Xuân Đào thờ phụng.  Bên cạnh công năng thờ tự các vị thành hoàng, trước cánh mạng tháng 8 năm 1945, đình làng còn là nơi hội họp bí mật của các tổ chức Đảng của địa phương để chuẩn bị cho cuộc biểu tình của nhân dân đứng lên giành chính quyền. Thời kỳ chống Mỹ, đình Xuân Đào là nơi đóng quân của một số lực lượng vũ trang, bộ đội địa phương... Hiện nay, tại di tích vẫn còn lưu giữ nhiều hiện vật có giá trị như câu đối, sắc phong, kiệu… quý hiếm.